# Jang Song-hyok
Jang Song-hyok est un footballeur international nord-coréen, évoluant au poste de défenseur au sein du club de Rimyongsu SC.

## Biographie
Formé au club de Rimyongsu SC, Jang Song-hyok fait partie en 2011 du groupe de 21 joueurs, appelés à représenter le pays lors de la phase finale de la Coupe du monde des moins de 20 ans, organisée en Colombie. L'aventure nord-coréenne s'achève prématurément à l'issue du premier tour puisqu'ils terminent derniers de leur poule, derrière l'Argentine, le Mexique et l'Angleterre, sans remporter de matchs, ni même marquer de but. À l'occasion de la compétition, Jang dispute les trois rencontres de sa sélection.
Jang est appelé pour la première fois en équipe nationale A à l'occasion des qualifications pour la Coupe du monde 2014. Il dispute trois rencontres : le match perdu 1-0 en Ouzbékistan, la victoire 1-0 face aux champions d'Asie, le Japon puis le 29 février 2012, où il marque son premier but international, qui permet à la sélection nord-coréenne d'arracher le match nul 1-1 face au Tadjikistan à Khodjent.
Le mois suivant, il est à nouveau convoqué, afin de participer à l'AFC Challenge Cup 2012, dont les Chollimas sont tenants du titre, à la suite de leur succès en 2010. Lors de la phase de qualification, il rentre en jeu face à l'Afghanistan. Il participe ensuite aux trois rencontres de la phase de poules (entrée en jeu contre les Philippines et le Tadjikistan puis titularisation lors du dernier match de poule face à l'Inde). En demi-finale, qui voient les Nord-Coréens affronter la sélection palestinienne, il fait son entrée à dix minutes de la fin de la rencontre. Mais c'est en finale que le défenseur va jouer un rôle capital dans la conquête du titre puisque c'est lui qui marque le but de la victoire en finale face au Turkménistan, sur penalty dans les dernières minutes de la rencontre, un quart d'heure après son entrée en jeu. 
En dépit de sa participation à toutes les rencontres de l'AFC Challenge Cup et de son but décisif, il n'est pas convoqué par Yun Jong-su pour disputer le deuxième tour de la Coupe d'Asie de l'Est 2013.

## Palmarès
- Vainqueur de l'AFC Challenge Cup 2012 avec la Corée du Nord